# ナミエシロチョウ
ナミエシロチョウ（浪江白蝶 Appias paulina）は、チョウ目（鱗翅目）アゲハチョウ上科シロチョウ科に属するチョウの一種。 

## 概要
翅裏が黄色だが本種はシロチョウの仲間。前翅の先端がとがる事から、本種を含めその仲間を「トガリシロチョウ」と呼ぶ。本種の発生地周辺では他にも多くのトガリシロの仲間が現れるので、識別には注意を要する。
食樹はトウダイグサ科のツゲモドキ。南方系の蝶のためほぼ通年発生しており、国内での越冬態は蛹とされているが不定の可能性もある。成虫はいつでも見られるが、春から夏にかけてが多い。
和名の「ナミエシロチョウ」は波江元吉に献名されたもの。

## 分布
国内ではトカラ以南の南西諸島に、国外ではインド・オーストラリア区に広く分布し、台風の風に乗るなどして分布域以北にも迷蝶として現れることがある。